# Pterocerina picea
Pterocerina picea är en tvåvingeart som beskrevs av Friedrich Georg Hendel 1909. Pterocerina picea ingår i släktet Pterocerina och familjen fläckflugor.
Artens utbredningsområde är Bolivia. Inga underarter finns listade i Catalogue of Life.